# 현남중학교
현남중학교(縣南中學校)는 대한민국 강원특별자치도 양양군 현남면 광진리에 있는 공립 중학교이다.

## 학교 연혁
- 1952년 7월 24일 : 주문진 중학교 현남 분교 설치
- 1953년 4월 24일 : 현남중학교 설립 인가(6학급)
- 2003년 3월 1일 : 3학급 편성
- 2003년 4월 15일 : 급식소 및 다목적실 신축 건립
- 2007년 3월 1일 : 특수학급 1학급 신설
- 2014년 11월 4일 : 해송관 및 잔디구장 준공
- 2023년 9월 1일 : 제34대 김미식 교장 부임
- 2025년 1월 8일 : 제71회 졸업식(졸업생 1명, 누계 5,409명)
- 2025년 3월 4일 : 2025학년도 입학식(신입생 6명)

## 참고 자료
- 현남중학교 - 한국교육학술정보원 학교알리미